# Ângelo Antônio
Ângelo Antônio (ur. 4 czerwca 1964 w Curvelo) – brazylijski aktor. Popularność w kraju przyniósł mu film „2 Filhos de Francisco” z 2005 roku.
Był żonaty z aktorką Letícią Sabatellą. Małżeństwo trwało 12 lat (1991-2003). Para ma jedno dziecko – córkę Clarę. Po rozstaniu z żoną przeprowadził się do matki, Mariny Carneiro.